# 共益費
共益費（きょうえきひ）とは、民法上の費用の概念の一つで、債権者が複数存在する債権債務関係において、これら複数債権者の利益のため支弁される費用である。

## 共益費の先取特権
- 共益の費用に充てるため生じた債権を有する者は、債務者の総財産について先取特権を有する（民法306条1号）。
- 益の費用の先取特権は、各債権者の共同の利益のためにされた債務者の財産の保存、清算又は配当に関する費用について存在する。また、これらの費用のうちすべての債権者に有益でなかったものについては、先取特権は、その費用によって利益を受けた債権者に対してのみ存在する（民法307条）。